# Nationaal Songfestival 1962
Het Nationaal Songfestival 1962 was de Nederlandse voorronde voor het Eurovisiesongfestival van dat jaar. Het werd gehouden op 27 februari in de Theater Concordia te Bussum, gepresenteerd door Hannie Lips en Elisabeth Mooy, en gewonnen door de Spelbrekers met het lied Katinka.
Uit 189 inzendingen waren zes liedjes gekozen. Pas nadat de selectie bekend was gemaakt, werd aan Joop Stokkermans de opdracht gegeven een zevende liedje te schrijven. De bedoeling was dat het gezongen zou worden door de Padre Twins (Hein en Wim Vader). Zij trokken zich echter twee weken voor de finale terug en werden vervangen door de Spelbrekers.
Uiteindelijk werden de volgende liedjes uitgevoerd:
- Carnaval - Rita Corita
- Katinka - De Spelbrekers
- Het is voorbij - Joke van den Burg
- Heb je nog die mooie oude grachten? - Tekst en Muziek: Emile Diaz - Zang: Ella Raya (de operazangeres Elly Verhagen)
- Niets - Gert Timmerman
- Zachtjes - Conny Vandenbos
- Wees zuinig op de wereld - Pat Berry (Piet van den Berg, als bas verbonden aan de Nederlandse Opera)

## Uitslag
| Plaats | Titel                               | Punten |
| ------ | ----------------------------------- | ------ |
| 1      | Katinka                             | 169    |
| 2      | Niets                               | 141    |
| 3      | Zachtjes                            | 138    |
| 4      | Carnaval                            | 120    |
| 5      | Het is voorbij                      | 98     |
| 6      | Wees zuinig op de wereld            | 33     |
| 7      | Heb je nog die mooie oude grachten? | 21     |

1956 · 1957 · 1958 · 1959 · 1960 · 1961 · 1962 · 1963 · 1964 · 1965 · 1966 · 1967 · 1968 · 1969 · 1970 · 1971 · 1972 · 1973 · 1974 · 1975 · 1976 · 1977 · 1978 · 1979 · 1980 · 1981 · 1982 · 1983 · 1984 · 1986 · 1987 · 1988 · 1989 · 1990 · 1992 · 1993 · 1994 · 1996 · 1997 · 1998 · 1999 · 2000 · 2001 · 2003 · 2004 · 2005 · 2006 · 2007 · 2008 · 2009 · 2010 · 2011 · 2012